# Bestmark
Bestmark est une enseigne marocaine spécialisée dans la distribution de produits et matériel informatique et télécom.

## Présentation
Fondée en 1993, Bestmark est une filiale du groupe Best Capital Invest. C'est la première chaîne de distribution informatique et télécom au Maroc. L'entreprise compte en 2015 plus de 200 points de vente répartis sur les principales villes du royaume, dont 10 surfaces de vente exclusivement dédiées à la commercialisation de produits et accessoires informatiques. Bestmark est également un distributeur agréé par Meditelecom.

## Histoire
- 1993 : création du concept Bestmark multimédia proposant la formule « cash and carry » au travers de la première agence à Casablanca[2].
- 1999/2000 : création du pôle télécom au sein de Bestmark à la suite de l'obtention de Meditelecom de la 2e licence de téléphonie au Maroc.
- 2000/2001 : extension du réseau Bestmark télécom qui atteint les 40 agences propres et plus de 69 franchisés.
- 2001 : mise en place en plein Casablanca d'une plateforme d'approvisionnement de 1 000 m2.
- 2002 : création de Bestphone et de Bestmobile.
- 2004 : lancement de l'offre "un PC à la carte" qui permet au client de configurer son PC en fonction de ses besoins[3].
- 2007 : renforcement de la plateforme logistique du groupe avec l'acquisition de locaux à Sidi Maarouf s'étendant sur une superficie de 5 000 m2.
- 2010 : lancement du site de commerce électronique Bestmark.
- 2015 : Acquisition pour 50 millions de dirhams marocains de Afrinetworks, filiale télécom d’Akwa Group et distributeur de Méditel[1],[4]. Redéfinition de l'univers de marque de l'enseigne avec une identité visuelle renouvelée et un merchandising repensé de ses 200 points de vente.